# Нгуєн Фук Чу
Нгуєн Фук Чу (*阮福澍; 14 січня 1697 — 7 червня 1738) — 7-й правлячий тюа (князь) Дангчонгом (Південний Дайв'єтом) в 1725—1738 роках.

## Життєпис
Походив з роду Нгуєн. Син Нгуєн Фук Тю. Народився 1697 року. 1715 року отримав титул спадкоємцця та очільника війська. 1725 року успадкував владу. Прийняв титул Нінь-зионг. Реформував провінцію Зядінь, де тривалий час мешкали китайські мігранти, на повіти Тханьха і Міньхионг, які передали в різні провінції. 1726 року заборонив продаж та прилюдне вживання алкоголю, а також азартні ігри. З 1729 року став карбувати власні гроші.
1728 року проти нього почав війну Сатта II, володаря Камбоджі, якого надихнуло упішне повстання кхмерів в прикордонних провінціях. Війська Фук Чу не змогли швидко його приборкати. 1730 року війська Нгуєнів все ж завдали поразки Сатті II. 1731 року за умовами мирної угоди останній підтвердив над собою зверхність Нгуєнів, поступившись також провінціями Ме Са й Лонг Гор, які Фук Чу назвав Тьєнзянг і Віньлонг відповідно. 1732 року було придушено повстання кхмерів.
Ще 1731 року наказав очільникам 3 департаментів виміряти відстані основних шляхів та з'ясувати їх стан. Це було необхідно для кращого зоруміння можливості переправляти вантажі, зокрема військові. 1733 року видав розпорядження розмістити в усіх своїх палацах годинники, що були місцевого виробництва та адаптовані до західного стилю. У 1735—1736 роках тюа займався поліпшенням управління нещодавно приєднаних територій. 1737 року провів реформу організації чиновників, що перш за все торнулася їх регламенту, субординації, впроваджено нову форму мандаринів. Помер 1738 року. Йому спадкував син Нгуєн Фук Кхоат.